# Battle Drone
Battle Drone ist ein Actionfilm unter der Regie von Mitch Gould aus dem Jahr 2018. Er handelt von einer Söldnertruppe, die von einem Waffenhändler unter einem Vorwand in eine Falle gelockt wird, um die Funktionsweise von neuartigen Kampf-Androiden zu testen.

## Handlung
Der Waffenhändler Karl Kess kontaktiert Vincent Reikker, den Anführer einer Söldnertruppe, damit dieser ihm Waffen wiederbeschafft, die sich im verlassenen Kernkraftwerk Tschernobyl befinden. Damit Reikker anbeißt, appelliert Kess an dessen Patriotismus, denn die Waffen sollen heimlich im Auftrag der US-Regierung den Rebellen eines kleinen Staates namens Alkazar zukommen, damit die Amerikaner sich dort an den seltenen Bodenschätzen bedienen können. Bedingung des Auftrags ist, dass von offizieller Seite eine Beobachtungsgruppe unter Führung von Alexandra Hayes mitkommt, um sicherzustellen, dass die Waffen am richtigen Platz landen.
Als die Gruppe sich den alten Gebäuden in Tschernobyl nähert, eröffnet ein unbekannter Schütze das Feuer. Es stellt sich heraus, dass der Angreifer ein beinahe unzerstörbarer Kampf-Androide ist, den die Gruppe schließlich zusammen mit einer weiteren Kampfmaschine ausschalten kann. Es wird klar, dass der Angriff von Kess inszeniert wird, der das Geschehen zusammen mit seinem Auftraggeber General Calahan und Agent Smith aus der Kameraperspektive der Kampfmaschinen beobachtet. Sie wollen prüfen, ob die neuentwickelten, von Drohnenpiloten gesteuerten Androiden im Kampf gegen erprobte menschliche Gegner bestehen können. Kess aktiviert 15 weitere Maschinen, welche die Gruppe ausschalten und sie somit als Zeugen beseitigen sollen. Doch Hayes, die ihre beiden Begleiter inzwischen verloren hat, schließt sich Reikker und seinem Team an, die methodisch vorgehen und einen Teil der gegnerischen Kampfmaschinen nach und nach ausschalten können. Kurz bevor sie überrannt werden, zerschießt Reikker aus großer Entfernung die Satellitenschüssel, über welche die Drohnenpiloten ihre Maschinen steuern, so dass die Androiden deaktiviert werden.
Reikker findet heraus, dass die Kommandozentrale von Kess in der Nähe sein muss. Er erschießt General Calahan und ringt zusammen mit Shiro nach einem kurzen Kampf Mann gegen Mann Kess und Smith nieder. Nachdem Kess ihm 20 Millionen US-Dollar für sein Leben zusagt, fliegt Reikker mit seinem Team nach Hause.

## Rezeption
- Lexikon des internationalen Films: Abgesehen von der soliden technischen Umsetzung der Roboter ein recht fader Genre-Verschnitt, der mit überstrapazierten Zeitlupen-Effekten, einem Nichts an Story und flachen Charakteren langweilt.[2]